# Suomen Cup 2014
La Suomen Cup 2014 è stata la 60ª edizione della coppa di Finlandia di calcio. È iniziata il 29 dicembre 2013 e si è conclusa il 1º novembre 2014 con la finale. L'HJK ha vinto la coppa per la dodicesima volta, battendo l'Inter Turku dopo i tiri di rigore.

## Formula
La formula prevede turni a eliminazione diretta con partite di sola andata. Le squadre di Kolmonen (quarta divisione) o di una serie inferiore partecipano al primo turno. Nel quarto turno entrano in gioco le squadre di Ykkönen (seconda divisione) e Kakkonen (terza divisione). Le squadre della Veikkausliiga entrano a partire tra il quinto e il settimo turno.

## Primo turno
In questo turno hanno partecipato i 70 club iscritti dal quarto livello finlandese e al di sotto, mentre le altre 31 squadre da divisioni inferiori sono passate direttamente al turno successivo. Questi incontri hanno avuto luogo tra il 29 dicembre 2013 e l'8 febbraio 2014.

## Secondo turno
In questo turno hanno partecipato 66 squadre dal quarto livello finlandese e al di sotto. Queste partite si sono disputate tra l'11 gennaio 2014 e il 22 febbraio 2014.

## Terzo turno
| Squadra 1        | Risultato        | Squadra 2      |
| ---------------- | ---------------- | -------------- |
| 19 febbraio 2014 |                  |                |
| GBK              | 1 – 3            | AC Oulu        |
| 20 febbraio 2014 |                  |                |
| VaKP             | 0 – 7            | TPV            |
| 22 febbraio 2014 |                  |                |
| SUMU/SOB         | 0 – 3            | KäPa           |
| Gnistan/Ogeli    | 2 – 0            | HIFK 3         |
| 23 febbraio 2014 |                  |                |
| RiPS             | 0 – 4            | Sudet          |
| 28 febbraio 2014 |                  |                |
| HIFK 2           | 1 – 5            | HIFK           |
| 1º marzo 2014    |                  |                |
| Töölön Vesa      | 1 – 3            | Kontu          |
| Sudet II         | 0 – 3            | EIF            |
| HJK Töölö        | 2 – 1            | Gnistan        |
| Rollon Pojat     | 2 – 6 (dts)      | PS Kemi Kings  |
| PKKU             | 0 – 4            | KTP            |
| Peltirumpu       | 2 – 2 (rig: 4-3) | Espoo          |
| HPS II           | 1 – 4            | Klubi 04       |
| KPV Akatemia     | 1 – 3            | JBK            |
| Atlantis         | 6 – 0            | Myllypuro      |
| 2 marzo 2014     |                  |                |
| FC Pisa          | 1 – 2            | NePa           |
| MaPS             | 0 – 2            | Jazz           |
| HyPS             | 0 – 3            | Futura         |
| LeKi-Futis       | 4 – 3            | JanPa          |
| 4 marzo 2014     |                  |                |
| Kiffen           | 0 – 0 (rig: 5-4) | Pallohonka     |
| 5 marzo 2014     |                  |                |
| KPV              | 0 – 1            | Kajaani        |
| NJS              | 4 – 3 (dts)      | TuPS           |
| 7 marzo 2014     |                  |                |
| VIFK             | Canc.            | TP-47          |
| PaiHa            | 0 – 1            | ÅIFK           |
| Honka A2         | 0 – 4 (dts)      | BK-46          |
| Peimari United   | 3 – 5 (dts)      | Pallo-Iirot    |
| 8 marzo 2014     |                  |                |
| GrIFK            | 0 – 0 (rig: 4-2) | PK-35 Vantaa   |
| SalPa            | 0 – 1            | Ilves          |
| JIPPO            | 0 – 4            | Haka           |
| Töölön Taisto    | 0 – 1            | Viikkarit      |
| SibboV           | 0 – 1 (dts)      | JäPS           |
| HIFK 4           | 0 – 9            | Viikingit      |
| 9 marzo 2014     |                  |                |
| EsPa             | 3 – 1            | Lahti Akatemia |
| VG-62            | 0 – 2            | Hämeenlinna    |
| JoPS             | 1 – 5 (dts)      | SiPS           |
| PK-37            | 0 – 1            | JJK            |

## Quarto turno
| Squadra 1     | Risultato        | Squadra 2     |
| ------------- | ---------------- | ------------- |
| 8 marzo 2014  |                  |               |
| Peltirumpu    | 1 – 2            | Atlantis      |
| 12 marzo 2014 |                  |               |
| NePa          | 0 – 3            | RoPS          |
| KäPa          | 1 – 2 (dts)      | Lahti         |
| 15 marzo 2014 |                  |               |
| Kontu         | 0 – 8            | HIFK          |
| VIFK          | 3 – 2 (dts)      | Jazz          |
| HJK Töölö     | 3 – 0            | Gnistan/Ogeli |
| PS Kemi Kings | 3 – 1            | Kajaani       |
| TPV           | 3 – 1            | Pallo-Iirot   |
| Sudet         | 1 – 2            | SiPS          |
| ÅIFK          | 1 – 4            | Ilves         |
| JäPS          | 1 – 0            | KTP           |
| Hämeenlinna   | 2 – 1            | Jaro          |
| 16 marzo 2014 |                  |               |
| NJS           | 1 – 0            | Viikkarit     |
| LeKi-Futis    | 0 – 2            | JBK           |
| 19 marzo 2014 |                  |               |
| BK-46         | 3 – 3 (rig: 4-3) | Viikingit     |
| AC Oulu       | 0 – 4            | TPS           |
| Klubi 04      | 3 – 4 (dts)      | Haka          |
| EsPa          | 0 – 4            | JJK           |
| Kiffen        | 1 – 2 (dts)      | GrIFK         |
| 22 marzo 2014 |                  |               |
| Futura        | 0 – 0 (rig: 4-2) | EIF           |

## Quinto turno
| Squadra 1      | Risultato        | Squadra 2   |
| -------------- | ---------------- | ----------- |
| 22 marzo 2014  |                  |             |
| Ilves          | 0 – 3            | RoPS        |
| 23 marzo 2014  |                  |             |
| VIFK           | 0 – 2            | Inter Turku |
| 27 marzo 2014  |                  |             |
| NJS            | 0 – 6            | Lahti       |
| 28 marzo 2014  |                  |             |
| HIFK           | 7 – 1            | Futura      |
| 29 marzo 2014  |                  |             |
| JBK            | 1 – 3            | Honka       |
| Hämeenlinna    | 3 – 2 (dts)      | TPV         |
| 30 marzo 2014  |                  |             |
| GrIFK          | 0 – 2            | MyPa        |
| 1º aprile 2014 |                  |             |
| JäPS           | 1 – 3            | JJK         |
| 2 aprile 2014  |                  |             |
| PS Kemi Kings  | 1 – 1 (rig: 2-4) | TPS         |
| 3 aprile 2014  |                  |             |
| Atlantis       | 2 – 0            | BK-46       |
| 4 aprile 2014  |                  |             |
| HJK Töölö      | 0 – 8            | KuPS        |
| 5 aprile 2014  |                  |             |
| SiPS           | 0 – 5            | Haka        |

## Ottavi di finale
| Squadra 1      | Risultato   | Squadra 2     |
| -------------- | ----------- | ------------- |
| 15 aprile 2014 |             |               |
| HIFK           | 0 – 1 (dts) | SJK           |
| 16 aprile 2014 |             |               |
| Honka          | 0 – 3       | KuPS          |
| Inter Turku    | 3 – 0       | MyPa          |
| JJK            | 1 – 0       | TPS           |
| Hämeenlinna    | 2 – 4       | IFK Mariehamn |
| VPS            | 0 – 1 (dts) | Lahti         |
| HJK            | 2 – 0       | RoPS          |
| 17 aprile 2014 |             |               |
| Atlantis       | 1 – 4       | Haka          |

## Quarti di finale
| Squadra 1      | Risultato | Squadra 2   |
| -------------- | --------- | ----------- |
| 30 aprile 2014 |           |             |
| IFK Mariehamn  | 2 – 0     | JJK         |
| Haka           | 0 – 3     | HJK         |
| SJK            | 0 – 1     | Lahti       |
| KuPS           | 1 – 2     | Inter Turku |

## Semifinali
| Squadra 1      | Risultato | Squadra 2   |
| -------------- | --------- | ----------- |
| 16 agosto 2014 |           |             |
| Lahti          | 1–2       | Inter Turku |
| IFK Mariehamn  | 1–2       | HJK         |

## Finale
| Arbitro: | Nevalainen |

|                                     |                      |                             |
| Kandji Perovuo Väyrynen Baah Savage | Tiri di rigore 5 – 3 | Ojala Aho Nyman Gruborovics |